# George Dudley Seymour State Park
George Dudley Seymour State Park ist ein State Park in Connecticut auf dem Gebiet von Haddam. Das Gebiet ist relativ wenig erschlossen. Es liegt am östlichen Ufer des Connecticut River, noch im Einflussbereich der Gezeiten. nach Norden schließt sich der Hurd State Park an.
Der Axelson Brook verläuft in diesem Gelände.

## Geschichte
Das Land gehörte ursprünglich der Familie Clark, die hier eine Fabrikation von Obstpressen und landwirtschaftlichen Geräten betrieb. Nach dem Niedergang ihrer Firma und mehreren Besitzerwechseln wurde das Gebiet 1960 von der George Dudley Seymour Foundation für 60.000 $ erworben und dem Dept. of Energy & Environmental Protection übergeben. Noch acht weitere Schutzgebiete wurden von der George Dudley Seymour Foundation erworben. Von dem relativ großen Anwesen der Clarks stehen noch einige Grundmauern.